# Vortimer
Vortimer (400? - 450?) en gallois Gwerthefyr Fendigaid ap Gwrtheyrn, était un roi de Grande-Bretagne du milieu du Ve siècle.
Il est dépeint par Geoffroy de Monmouth dans son Historia regum Britanniae comme l'un des grands roi légendaires de Grande-Bretagne et combattit les Saxons lors de leur insurrection. Il était le fils aîné, d'un premier lit de Vortigern, le haut-roi légendaire. Vers 447, il se serait soulevé contre son père et lui aurait usurpé brièvement son titre. 

## Règne
Guorthemir comba dans quatre batailles contre les saxons. La première sur la rivière Derguentid; la seconde près d'une fort nommé dans leur langue « Episford » , et par les bretons « Rithergabail », dans ce combat tombe son frère  Categirn fils de Guorthigirn [Cateyrn ap Gwrtheyrn]; la troisième bataille a lieu dans la pleine de Lapis Tituli,(c'est-à-dire La pierre de Titulus), lieu qui se trouve sur le rivage de la mer gaëlique et il est victorieux lors des trois rencontres. Le barbares sont chassés jusqu'à leur vaisseaux où ils se refugient comme des femmes ou sont noyés. Le lieu du 4e combat n'est pas précisé. Peu après il meurt et Vortigern récupère son trône. De nombreuses contradictions dans les différentes sources ont donné à penser que peut-être existait-il deux Vortimer à cette époque. En effet, il est tantôt dépeint comme un héros, tantôt comme un félon, parfois au sein d'une même source.

## Postérité
Selon le Bonedd y Saint Gwerthefyr serait le père de  Sainte Madrun